# Station Banteln
Station Banteln (Bahnhof Banteln) is een spoorwegstation in de Duitse plaats Banteln, in de deelstaat Nedersaksen. Het station ligt aan de spoorlijn Hannover - Kassel.

## Indeling
Het station heeft twee zijperrons, die niet zijn overkapt maar voorzien van abri's. De perrons zijn verbonden via een voetgangersbrug. Aan de westzijde van het station is er een parkeerterrein, ten oosten van de sporen is er een fietsenstalling. Daarnaast staat hier het voormalige stationsgebouw van Banteln, maar deze wordt nu gebruikt als horecagelegenheid. 

## Verbindingen
De volgende treinserie doet het station Banteln aan:
| Serie | Treinsoort                  | Route | Bijzonderheden |
| ----- | --------------------------- | --- | -------------- |
| RE 2  | Regional-Express (metronom) | Uelzen – Celle – Hannover Hbf – Nordstemmen – Elze (Han) – Banteln – Alfeld (Leine) – Kreiensen – Northeim (Han) – Göttingen |                |